# NGC 5235
NGC 5235 (другие обозначения — UGC 8582, MCG 1-35-12, ZWG 45.36, IRAS13335+0650, PGC 47984) — галактика в созвездии Дева.
Этот объект входит в число перечисленных в оригинальной редакции «Нового общего каталога».